# 380
Готська війна. Правління Феодосія I у Східній Римській імперії. У Західній Римській імперії править Граціан.  У Китаї правління династії Цзінь. В Індії правління імперії Гуптів. У Японії триває період Ямато. У Персії править династія Сассанідів.
На території лісостепової України Черняхівська культура. У Північному Причорномор'ї готи й сармати. Історики VI століття згадують плем'я антів, що мешкало на території сучасної України приблизно з IV сторіччя. З'явилися гуни, підкорили остготів та аланів й приєднали їх до себе.

## Події
- Імператор Феодосій І прийняв хрещення.
- 28 лютого Феодосій І та Граціан оголосили своє бажання, щоб усі громадяни імперії прийняли тринітарне християнство згідне з патріархами Рима і Александрії, що фактично засуджувало аріанство.
- Готи під керівництвом Фрітігерна завдали поразки римлянам у Македонії.
- Ворогів Риму германців, готів, сарматів почали брати на військову службу. Як наслідок вони стали набувати дедалі більшого впливу в імперії.
- Правителька сарацинів Мавія завдала поразки римським військам у Сирії.
- Граціан змушений поступитися Верхньою Паннонією вандалам.
- Помер вождь вестготів Фрітігерн, керівництво готськими племенами відійшло до Атанаріха.